# V476 Близнецов
V476 Близнецов (лат. V476 Geminorum) — двойная затменная переменная звезда типа W Большой Медведицы (EW) в созвездии Близнецов на расстоянии приблизительно 4 599 световых лет (около 1 410 парсек) от Солнца. Видимая звёздная величина звезды — от +16,05m до +15,45m. Орбитальный период — около 0,3392 суток (8,14 часа).
Открыта Т. Зауэром в 2010 году.

## Характеристики
Первый компонент — жёлтый карлик спектрального класса G. Радиус — около 1,21 солнечного, светимость — около 0,908 солнечной. Эффективная температура — около 5132 К.
Второй компонент — жёлтый карлик спектрального класса G.